# Carolyn Gold Heilbrun
(Carolyn G. Heilbrun)
Carolyn Gold Heilbrun, nota anche con lo pseudonimo di Amanda Cross (East Orange, 13 gennaio 1926 – New York, 9 ottobre 2003), è stata una scrittrice e attivista statunitense.
Pioniera della letteratura femminista, nel 1960 fu la prima donna a ricoprire un incarico di ruolo presso la Columbia University nel Dipartimento di letteratura inglese e comparata.

## Biografia
Carolyn G. Heilbrun nasce il 13 gennaio 1926 ad East Orange (New Jersey), figlia unica di Estelle Roemer Gold, figlia di immigrati austriaci, e di Archibald Gold, di origini lettoni, entrambi ebrei, ma allontanatisi per propria scelta da quelle radici. Quando Caroline ha sei anni, il padre, dopo aver svolto con successo l'attività di contabile e broker, perde il suo patrimonio durante la Grande depressione e si trasferisce con la famiglia all'Upper West Side di Manhattan, dove ricostruisce la sua carriera.
A Wellesley, nei pressi di Boston, Carolyn frequenta il Wellesley College dove si laurea in Inglese e Filosofia nel 1947; poi la Columbia University, dove consegue la laurea magistrale nel 1951, e il dottorato nel 1959. Nel 1945, all'età di 19 anni, sposa James Heilbrun, uno studente di Harvard e futuro docente all'Università di Fordham, con il quale avrà tre figli.
Tra i suoi mentori ci sono alcuni professori della Columbia University, come Jacques Barzun, Clifton Fadiman e Lionel Trilling, ai quali dedicherà When Men Were the Only Models We Had: My Teachers Barzun, Fadiman, Trilling (2002).
Inizierà a lavorare alla Columbia come assistente nel 1962, diventa professore associato nel 1967 e, dal 1972, professore di ruolo. Nel 1983, con Nancy K. Milner, diventa co-fondatrice della serie "Genere e Cultura" della Columbia University Press. Tre anni dopo, nel 1986, viene eletta direttrice dell’Istituto di Ricerca sulle donne. Viene nominata presidente della Virginia Woolf Society, consulente della "Serie sulle Donne" dell'Università del Michigan e, ancora, membro del consiglio di redazione di Sign, Twentieth Century Literature.
Insegna alla Columbia University, ma ebbe comunque modo tenere lezioni e conferenze anche in altre università come Yale, Princeton, Swarthmore), fino al maggio 1992, quando si ritira dall’ambiente accademico, denunciandone il sessismo. "È come la fine di un matrimonio", ammise con rammarico lasciando l'Università per la quale aveva lavorato per più di trent'anni. Professoressa emerita, continua a scrivere romanzi mistery e a combattere per i diritti delle donne.
Amante della solitudine, Carolyn si ritira spesso dalla famiglia e dall'ambiente accademico per starsene da sola. Oltre al suo appartamento a Manhattan e alla sua casa a Alford, a 68 anni acquista una nuova casa alla ricerca di ulteriori spazi privati in cui lavorare.
Nel libro The Last Gift of Time: Life Beyond Sixty (1997), Heilbrun espresse la sua volontà di togliersi la vita all'età di settanta anni, ma, arrivato quel giorno, non assunse quella decisione. In un mattino d'autunno del 2003, durante una passeggiata con un'amica di vecchia data, Mary Ann Caws, confessa di sentirsi triste e amareggiata; il mattino seguente viene trovata morta, all'età di 77 anni.
Lascia un lucido messaggio: "Il viaggio è finito. Vi voglio bene".

## Produzione letteraria

### Kate Fansler e i romanzi gialli
Hilbrun decise di utilizzare lo pseudonimo Amanda Cross per timore di vedersi revocare il contratto di insegnamento, e per assicurarsi una maggiore libertà d'espressione. La sua vera identità sarà scoperta nel 1970, grazie alle ricerche condotte da un suo lettore che riuscirà a risalire a lei tracciando le informazioni ricavabili dal copyright dei libri pubblicati.
Nel libro In ultima analisi (1964) la scrittrice presenta la detective Kate Fansler, che diverrà il personaggio principale di una serie di quattordici romanzi gialli, pubblicati dal 1964 al 2002. Tradotti in giapponese, tedesco, francese, svedese, finnico, spagnolo e italiano, venderanno in totale quasi un milione di copie.
Kate assumerà un ruolo fondamentale non solo all'interno della raccolta di romanzi, ma anche nella vita della stessa scrittrice. Può essere considerata una sorta di suo alter ego idealizzato: come Hilbrun lavora presso una prestigiosa università di New York e nutre un particolare interesse per la letteratura femminile. Arguta, colta, indipendente, consapevole delle proprie potenzialità, ma soprattutto solidale con le altre donne, la detective doveva ispirare e spronare le lettrici ad assumere il controllo della loro vita e a ribellarsi contro la società fallocentrica. Il femminismo di Hilbrun si palesa chiaramente con Morte ad Harvard (1981), quando la detective prende le difese di una collega, prima docente donna impiegata nel dipartimento di letteratura inglese di Harvard e vittima di pregiudizi ed esclusione da parte dei colleghi. Questi ultimi non solo non riescono ad accettare la sua nomina, ma anche considerano la presunta discriminazione sessuale come un'invenzione di donne pigre e mediocri. Il tema della solidarietà femminile, centrale nel romanzo, diventa per Kate la condizione necessaria per far fronte al dilagante sessismo presente in ambito accademico e non solo.
In tutti i libri la detective si mette in luce per le sue intuizioni e la sua perspicacia. Solo in due racconti compaiono direttamente dei cadaveri. Infatti nonostante Kate sia, proprio come Jessica Fletcher, una detective “amatoriale” che, aiutando chi la circonda, scopre il suo talento per la ricerca, nei suoi romanzi gli omicidi non avvengono molto spesso, né assumono un carattere efferato (e per questo è stata spesso criticata). Heilbrun giustifica la sua decisione spiegando di essere maggiormente interessata ai “misteri intellettuali”, ossia a storie in cui l’astuzia e la furbizia ricoprono un ruolo fondamentale. Questo spostamento dell’attenzione dalla semplice trama dell’omicidio, al romanzo stesso rappresenta un punto di rottura con il genere giallo convenzionale.

### Letteratura, femminismo e androginia
L'opera che maggiormente si concentra sulla questione femminile è Toward a recognition of androgyny (1973), nella quale Heilbrun promuove l'androginia come equilibrio armonioso tra gli elementi femminili e maschili presenti all’interno di uno stesso soggetto. L'obiettivo della scrittrice è quello di combattere le convenzioni sancite dalle due categorie "donna" e "uomo", dando vita a ciò che lei definisce “personalità illimitata”, ossia una condizione ideale nella quale non esiste alcun legame tra sesso biologico e identità psichica.
La liberazione delle persone da questi vincoli e da queste forzate polarizzazioni sessuali, lasciano ad ognuno la scelta del proprio modello di comportamento individuale. Con le sue opere, quindi, Heilbrun propone un femminismo proiettato alla negazione intellettuale delle significative differenze tra sessi e al superamento delle divisioni di classe e di genere.
In Morte ad Harvard (1981), ambientato alla Harvard University, Heilbrun mette in luce i pregiudizi sociali e politici del tempo prendendo di mira il trattamento riservato alle donne in ambito accademico.
Altre opere di cui fu autrice o co-autrice trattano la condizione femminile: Scrivere la vita di una donna (1988) ne è un esempio. Con questo libro, divenuto un bestseller, Heilbrun si propone di svecchiare le definizioni di "realizzazione femminile" proponendo nuovi modelli ispirati a Virginia Woolf e Dorothy Sayers, donne capaci di ribellarsi ai cliché culturali imposti dalla società in cui vivevano.

## Opere

### Serie deiKate Fansler Mysteries
- In The Last Analysis, New York, Macmillan, 1964

In ultima analisi, trad. di Adriana Bottini, Collana La Tartaruga nera n.11, Milano, La Tartaruga, 1987, ISBN 978-88-773-8017-3; Il Giallo Mondadori n.2648, 31 ottobre 1999, ISBN 977-11-205-0800-4; Collana La memoria n.1347, Palermo, Sellerio, 2025, ISBN 978-88-389-4850-3.
- The James Joyce Murder, New York, Macmillan, 1967

Un delitto per James Joyce, trad. di Giulia Niccolai, Collana La Tartaruga nera n.4, Milano, La Tartaruga, 1985; Collana Interno Giallo, Milano, Mondadori, 1992; Torino, Einaudi, 2006.
- Poetic justice, New York, Ballantine Publishing Group, 1970

Giustizia Poetica, trad. di Laura Evangelista, Collana Le Nuvole n.5, Roma, Fazi, 1998, ISBN 978-88-811-2077-2.
- The Theban Mysteries, Avon, 1971
- Question of Max, New York, Ballantine Publishing Group, 1976

A Proposito di Max, trad. di Adriana Bottini, Collana La Tartaruga nera n.16, Milano, La Tartaruga, 1989, ISBN 978-88-773-8037-1.
- Death in a Tenured Position, New York, Ballantine Publishing Group, 1981 (vincitore del premio Nero Award nel 1981)

Morte ad Harvard, trad. di Monica Mazzanti, Il Giallo Mondadori n.1772, Milano, A. Mondadori, 16 gennaio 1983
- Sweet Death, Kind Death, New York, Ballantine Publishing Group, 1984

Dolce Morte Gentile, trad. di Federica Velonà, Collana I Grandi Tascabili, Milano, Bompiani, 1996
- No Word From Winifred, New York, Ballantine Publishing Group, 1986
- A Trap for Fools, New York, Ballantine Publishing Group, 1989
- The Players Come Again, New York, Random House Value Publishing, 1990

Intreccio Pericoloso, trad. di Antonella Leoni, Milano, La Tartaruga, 1997, ISBN 978-88-773-8261-0.
- An Imperfect Spy, New York, Ballantine Publishing Group, 1995
- The Puzzled Heart, New York, Fawcett, 1998
- Honest Doubt, New York, Ballantine Books, 2000
- The Edge of Doom, New York, Fawcett Books, 2002
- The Collected Stories (1997), molte sono con Kate Fansler

### Altre opere
- The Garnett Family, London, G. Allen & Unwin, 1961.
- Christopher Isherwood, Columbia University Press, 1970.
- Toward a Recognition of Androgyny, London, Victor Gollancz Ltd, 1973.
- Lady Ottoline's Album, New York, Knopf, 1976.
- Reinventing Womanhood, New York, Norton, 1979, ISBN 978-03-933-1076-4.
- The Representation of Women in Fiction, curatela, Baltimore, Johns Hopkins University Press, 1983.
- Writing a Woman's Life, Ballantine, 1988; London, The Women's Press, 1997, ISBN 978-03-453-6256-8.

Scrivere la vita di una donna, trad. di Katia Bagnoli, Milano, La Tartaruga, 1990, ISBN 978-88-773-8069-2.
- Hamlet's Mother and Other Women, New York, Columbia University Press, 1990, ISBN 02-31-071-77-9. [collezione di saggi]

La madre di Amleto e le altre, trad. di Antonella Leoni, Collana Narrativa, Milano, La Tartaruga, 1994, ISBN 978-88-773-8168-2.
- Education of a Woman: The Life of Gloria Steinem, New York, The Dial Press, 1995, ISBN 978-03-078-0213-2.
- The Last Gift of Time: Life Beyond Sixty, New York, The Dial Press, 1997, ISBN 0-345-42295-3.
- When Men Were the Only Models We Had: My Teachers Barzun, Fadiman, Trilling, Philadelphia, University of Pennsylvania Press, 2002, ISBN 0-345-42295-3.